# Industriegebiet Nord (Halle)

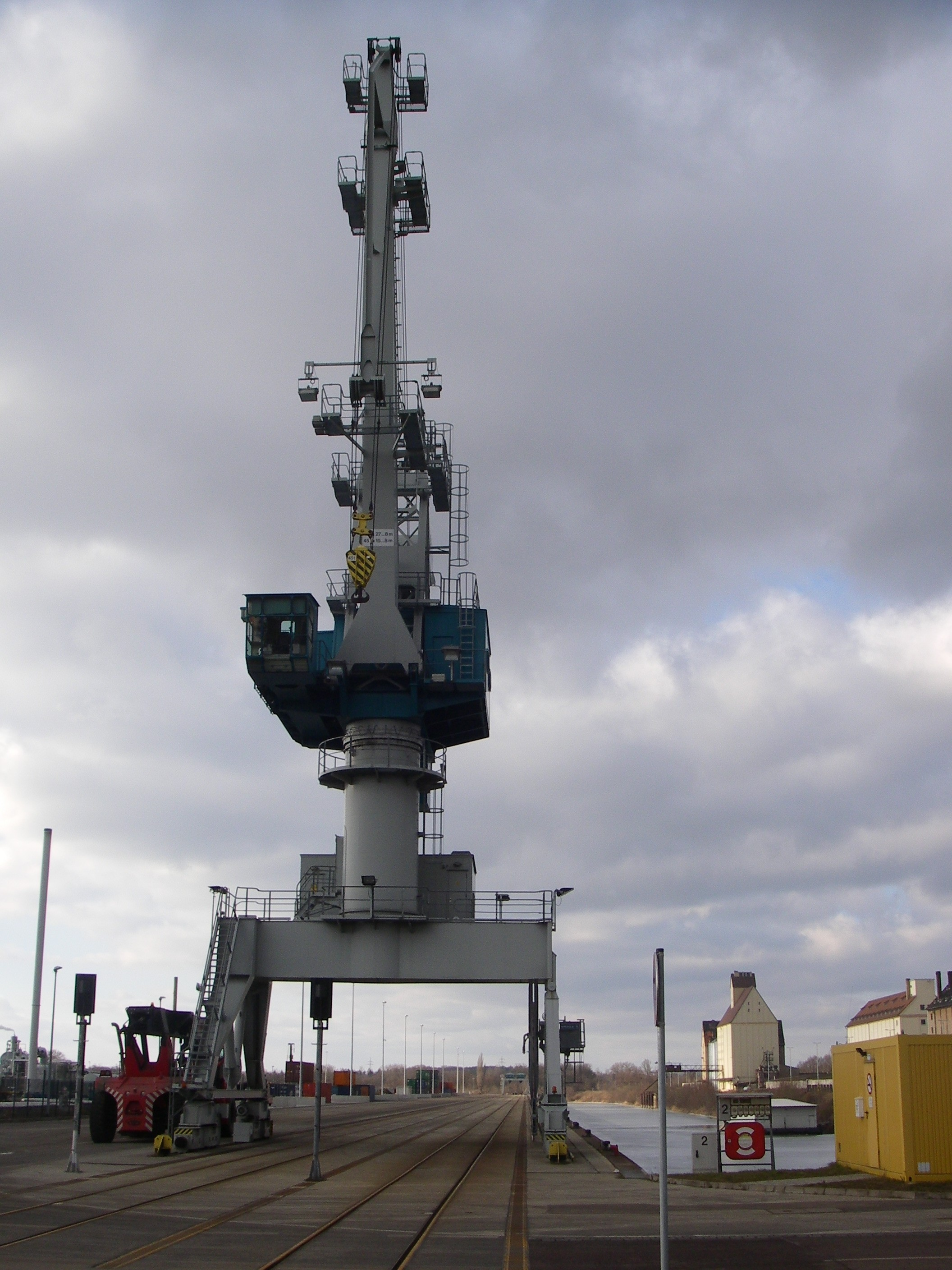
Der inzwischen verkaufte Portaldrehkran am Hafen Halle

Das Industriegebiet Nord ist neben der Ortslage Trotha und der Gottfried-Keller-Siedlung ein weiteres Stadtviertel des Stadtteils Trotha im Stadtbezirk Nord von Halle (Saale) in Sachsen-Anhalt. 

## Lage
Das Stadtviertel ist nördlich des Stadtviertels Ortslage Trotha gelegen. Zu ihm  gehören auch der nördliche Teil der Trothaer Straße und die anschließende Magdeburger Chaussee sowie große Teile der Köthener Straße. Beide Straßen führen zur nördlichen Stadtgrenze und weiter in die Gemeinde Petersberg. Östlich wird es durch die Bahnstrecke Halle-Vienenburg, im Süden insbesondere durch die Hans-Dittmar-Straße und die Straße An der Saalebahn und im Westen durch die Saale begrenzt.

## Infrastruktur
Das Industriegebiet Nord hat sich zu einem wichtigen Industriestandort der Stadt entwickelt und befindet sich seit den 1990er Jahren in einer Phase der Umstrukturierung. Wichtigster Teil des Stadtviertels ist der anstelle des zu klein gewordenen Sophienhafens im Jahr 1928 erbaute Saalehafen Halle-Trotha an der Brachwitzer Straße. Er dient vor allem als Güterumschlagplatz für Containerfrachten (Lastkraftwagen – Güterzug) und ist zu einem wichtigen Ansiedlungsstandort für Industrieunternehmen geworden. 
Das unweit gelegene frühere Braunkohlekraftwerk aus den Jahren 1924–1926 wich dem Neubau eines  umweltfreundlicheren Heizkraftwerkes mit Kraft-Wärme-Kopplung auf der Basis von Erdgas. Relikt des alten Kraftwerks ist das unter Denkmalschutz stehende Verwaltungsgebäude an der Brachwitzer Straße.
Insbesondere entlang der nördlichen Trothaer Straße und der Magdeburger Chaussee befinden sich bis zum Stadtausgang zahlreiche Gewerbe- und Handelsunternehmen wie auch Supermärkte. An der Köthener Straße ist neben dem Einkaufszentrum Nordpassage u. a. auch ein Gewerbepark und das Landesamt für Geologie und Bergwesen ansässig. 
Zum Stadtviertel gehörende Wohnflächen, die allerdings nur einen geringen Anteil ausmachen, findet man vor allem am Beginn der Brachwitzer Straße, in der Binnenhafenstraße, der Angerstraße sowie der Hans-Dittmar-Straße. In der Hans-Dittmar-Straße befindet sich auch die Saaleschule, eine Integrative Gesamtschule, die allerdings dem Stadtviertel Ortslage Trotha zugerechnet wird.

### Verkehr
Durch das Viertel führen die Hauptverkehrsstraßen Trothaer Straße / Magdeburger Chaussee (B6) und die Köthener Straße. Die seitlich abzweigende Brachwitzer Straße führt durch vorwiegend industrielles Gebiet in die Gemarkung der Gemeinde Petersberg (Sennewitz).
Der Bahnhof Halle-Trotha an der Hans-Dittmar-Straße befindet sich ebenfalls auf dem Gebiet des Stadtviertels.
Durch das Industriegebiet Nord verlaufen die Buslinien 25 (Seeben–Tornau) und 35 (Trotha–Franzigmark).